# Dio-et-Valquières
Dio-et-Valquières é uma comuna francesa na região administrativa de Occitânia, no departamento de Hérault. Estende-se por uma área de 18,77 km². Em 2010 a comuna tinha 152 habitantes (densidade: 8,1 hab./km²).